# 11e cérémonie des Filmfare Awards

La onzième cérémonie des Filmfare Awards s'est déroulée en 1964 à Bombay en Inde.

## Palmarès
| Catégorie                                  | Lauréat                                                                            |
| ------------------------------------------ | ---------------------------------------------------------------------------------- |
| Meilleur film                              | Bandini - produit et réalisé par Bimal Roy - avec Nutan, Ashok Kumar et Dharmendra |
| Meilleur réalisateur                       | Bimal Roy (Bandini)                                                                |
| Meilleur acteur                            | Sunil Dutt (Mujhe Jeene Do)                                                        |
| Meilleure actrice                          | Nutan (Bandini)                                                                    |
| Meilleur acteur dans un second rôle        | Raj Kumar (Dil Ek Mandir)                                                          |
| Meilleure actrice dans un second rôle      | Shashikala (Gumrah)                                                                |
| Meilleur compositeur                       | Roshan (Taj Mahal)                                                                 |
| Meilleur parolier                          | Sahir Ludhianvi pour « Jo Wada Kiya Woh » (Taj Mahal)                              |
| Meilleur chanteur ou chanteuse de playback | Mahendra Kapoor pour « Chalo Ek Baar » (Gumrah)                                    |
| Meilleure histoire                         | Jarasandha (Bandini)                                                               |
| Meilleurs dialogues                        | Arjun Dev Rashk (Dil Ek Mandir)                                                    |
| Meilleure photographie (noir & blanc)      | Kamal Bose (Bandini)                                                               |
| Meilleure photographie (couleur)           | Krishnarao Vashirda (Sehra)                                                        |
| Meilleure direction artistique             | -                                                                                  |
| Meilleur son                               | D. Bilimoria (Bandini)                                                             |
| Meilleur montage                           | Pran Mehra (Gumrah)                                                                |